# کلیماش
کلیماش (به بلغاری: Klimash) یک منطقهٔ مسکونی در بلغارستان است که در استان بورگاس واقع شده‌است.